# ND Slovan Ljubljana
Nogometno društvo Slovan, oftmals ND Slovan abgekürzt, ist ein slowenischer Fußballverein aus Ljubljana. Zeitweise trat er nach einer Fusion aufgrund eines Sponsornamens als NK SET Vevče an.

## Geschichte und Hintergrund
ND Slovan wurde 1913 gegründet. Nach dem Zweiten Weltkrieg etablierte sich die Mannschaft unter den führenden Klubs der regionalen Meisterschaft der Sozialistischen Republik Slowenien. Zweimal wurde der Klub deren Meister und stieg 1965 respektive 1983 in die zweite jugoslawische Liga auf. Dort konnte sie jedoch nicht mithalten und stieg jeweils direkt wieder ab.
Nach der Unabhängigkeit Sloweniens 1991 gehörte ND Slovan zu den Gründungsmitgliedern der Slovenska Nogometna Liga und stellte dabei in der Spielzeit 1992/93 mit Sašo Udovič den Torschützenkönig. In der folgenden Saison belegte die Mannschaft einen Abstiegsplatz und verpasste auch in der folgenden Spielzeit 1994/95 in der Druga Slovenska Nogometna Liga den Klassenerhalt. 1996 fusionierte der Klub mit dem Zweitligisten NK Slavija Vevče und holte nach einer Namensanpassung aufgrund eines lokalen Sponsors als NK SET Vevče in der Spielzeit 1996/97 die Zweitligameisterschaft. In der höchsten Spielklasse reichte es nur zum letzten Platz, in der anschließenden Relegation verpasste die Mannschaft gegen NK Domžale den Klassenerhalt. Nach dem anschließenden Ausstieg des Sponsors trat die Mannschaft als NK Slovan Slavija an und wurde erneut direkt in die Drittklassigkeit durchgereicht. Später strich der in der Folge nur noch unterklassig antretende Klub den Namensbestandteil Slavija.
Heimspielstätte ist der Športni park Kodeljevo, der bis zu 3000 Zuschauern Platz bietet.
Spieler wie Marko Elsner, Aleš Čeh, Zlatan Ljubijankič, Željko Milinovič, Petar Stojanović oder Samir Handanovič entstammen der Jugend des Klubs.